# ダイクォーク
ダイクォーク（diquark）は、バリオン内の2個のクォークの仮想の結合状態である（Lichtenberg 1982）。対応するバリオンのモデルは、クォーク-ダイクォークモデルと呼ばれる。ダイクォークはしばしば、3つめのクォークと強い相互作用を通して相互作用する単一の粒子として扱われる。核子内のダイクォークの存在については未だ議論があるが、いくつかの核子の性質や構造について説明に役立つ。ダイクォーク-反ダイクォーク対は、X(3872)のような特異な粒子の正体の候補である。

## 形成
ダイクォーク内の2つのクォークの間に働く力は、色荷とスピンの両方が反対称である場合には引力となる。両方のクォークがこのように相互作用すると、これらは非常に低いエネルギーの結合状態を作る。この低いエネルギーの結合状態がダイクォークと呼ばれる。

## 議論
多くの科学者は、ダイクォークは粒子と見なすべきではないと考えている。これらは色荷が中性でない2つのクォークを含んでいるかもしれず、独立した結合状態としては存在しえない。そのため、これらはハドロン内を約1fmの大きさの複合体として自由に漂っていると考えられている。この大きさは、ハドロンそのものの大きさと同じである。

## ラムダ粒子およびシグマ粒子の実験
ダイクォークを用いて、高速クォークによるハドロンの生成の際に形成されるラムダ粒子及びシグマ粒子の実験が行われた。この実験では、クォークが真空領域をイオン化させ、これによりクォーク-反クォーク対が作られ、中間子に変換された。クォークの結合によりバリオンが生成される際、クォークが最初に2つのクォークの安定状態を形成すると都合が良い。ラムダ粒子及びシグマ粒子は、アップクォークとダウンクォーク、ストレンジクォークの結合で形成される。科学者は、ラムダ粒子は[ud]ダイクォークを含むがシグマ粒子は含まないことを発見した。この結果から、ラムダ粒子はシグマ粒子より形成されやすいことが推測され、実際に10倍程度多く生成されている。